# Крест Сентябрьской кампании 1939 года
Крест Сентябрьской кампании 1939 года (пол. Krzyż Kampanii Wrześniowej 1939) — нагрудный знак, учреждённый президентом правительства Польши в изгнании Эдвардом Бернардом Рачинским 1 сентября 1984 года.

## История
Крест Сентябрьской кампании 1939 года учреждён 1 сентября 1984 года в 45-ю годовщину с начала боевых действий в защиту целостности и независимости Польши во время военной кампании против Германии и против Советского Союза в 1939 году. Право на награждение имели все военнослужащие, принявшие участие в боевых действиях против Германии и СССР в сентябре и октябре 1939 года, а также мобилизованные солдаты Войска Польского и гражданские лица. На момент создания знака, в порядке польских орденов и наград он занимал место после памятной медали За войну 1918-1921 годов.
После политических изменений в Польше в 1989 году и передачи власти Рышардом Качоровским в 1990 году Леху Валенсу, право награждения нагрудном знаком перешло в Польшу. Затем на основании Закона от 16 октября 1992 г. - «Положение о введении закона о орденах и наградах, отмене положений о почетных званиях и изменении некоторых законов» - было установлено, что награждение орденом считается завершенным со дня его вступления в силу, которое произошло 23 декабря 1992 года.

## Внешний вид
Нагрудный знак имеет форму креста и выполнен из металла цвета серебра. На левой стороне имеется надпись «1.IX» (дата нападения Германии на Польшу), на правой стороне «17.IX» (дата нападения СССР на Польшу). По центру расположен орел сухопутных войск Польши и год начала войны, снизу по центру стилизованная надпись «RP» (Республика Польша пол. Rzeczpospolita Polska).